# Kläranlage Dortmund-Deusen

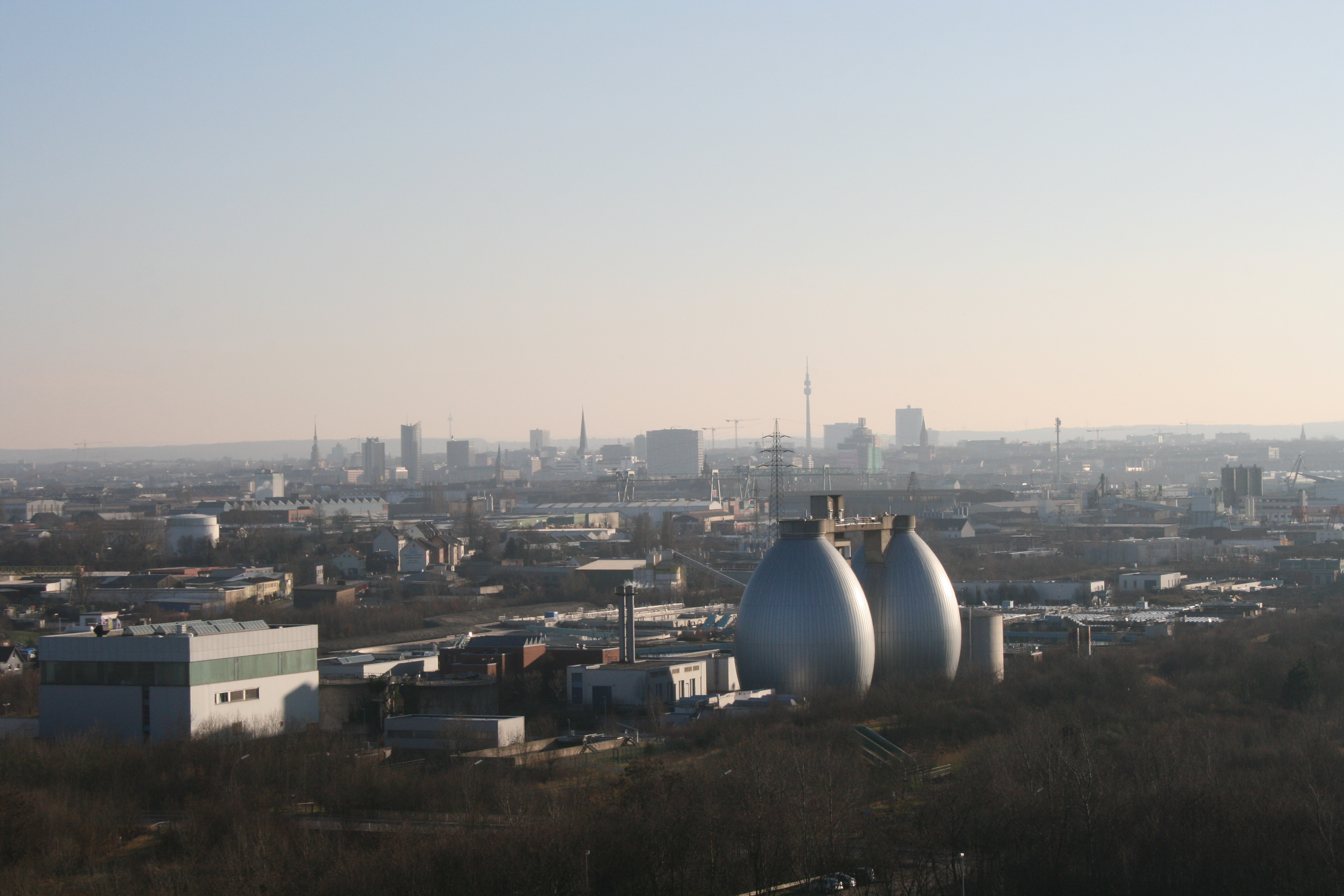
Das Klärwerk Deusen mit dem Stadtpanorama Dortmunds

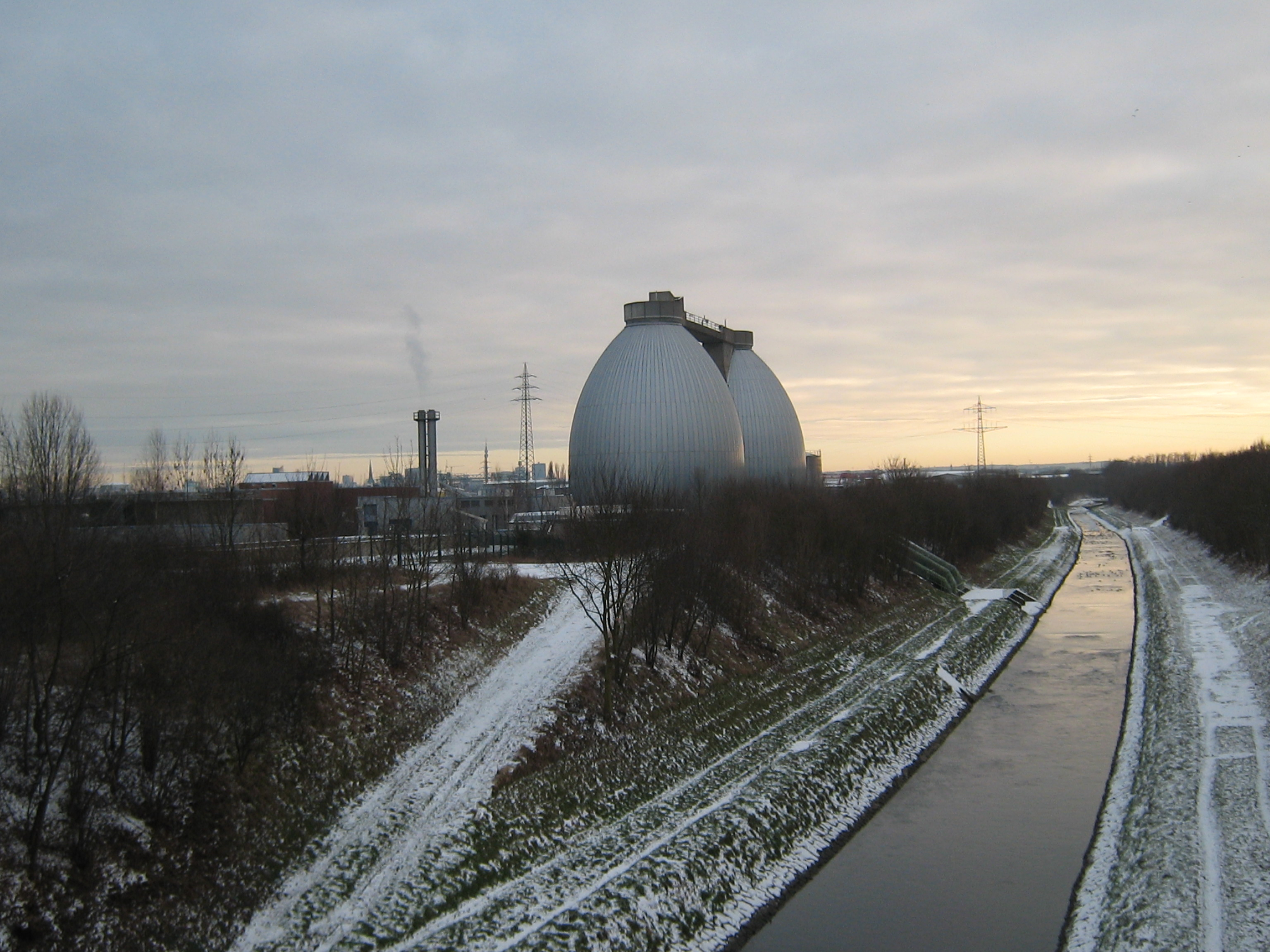
Die Faultürme an der Emscher

Die Kläranlage Dortmund-Deusen ist die erste im Rahmen des Projekts Umbau des Emschersystems errichtete Kläranlage an der Emscher. Betreiber ist die Emschergenossenschaft.

## Entwicklung
Bis 1994 flossen die Abwässer der Dortmunder Innenstadt und der Nordstadt ungeklärt in die Emscher. Hinzu kamen zu dieser Zeit auch die Abwässer der Dortmunder Brauereien und der Hoesch AG. Das Einzugsgebiet des Klärwerks beträgt 4.620 Hektar.
Die mit zwei weithin sichtbaren silbernen Faultürmen ausgestattete Anlage wurde 1994 fertiggestellt und reinigt das Wasser von 140.000 Einwohnern. Die Kapazität des Klärwerks entspricht 485.000 Einwohnergleichwerten. Dies zeigt deutlich, dass zu etwa drei Vierteln industrielle Abwasser geklärt werden.
Mit der Inbetriebnahme dieser Kläranlage konnten vor allem die Abwässer der Brauereiunternehmen entsorgt werden. Diese hatten durch ihre Faulprodukte auf dem langen Weg bis zum Klärwerk Emschermündung immer wieder zu Geruchsbelästigungen durch Schwefelwasserstoff geführt.

## Erweiterung
Auf der Anlage wurde 2022 mit dem Bau einer 4. Reinigungsstufe zur Beseitigung von Spurenstoffen begonnen. Sie ist damit die erste an der Emscher, die mit dieser erweiterten Technik ausgestattet sein wird. Sie wurde im April 2025 in Betrieb genommen.

## Kultur

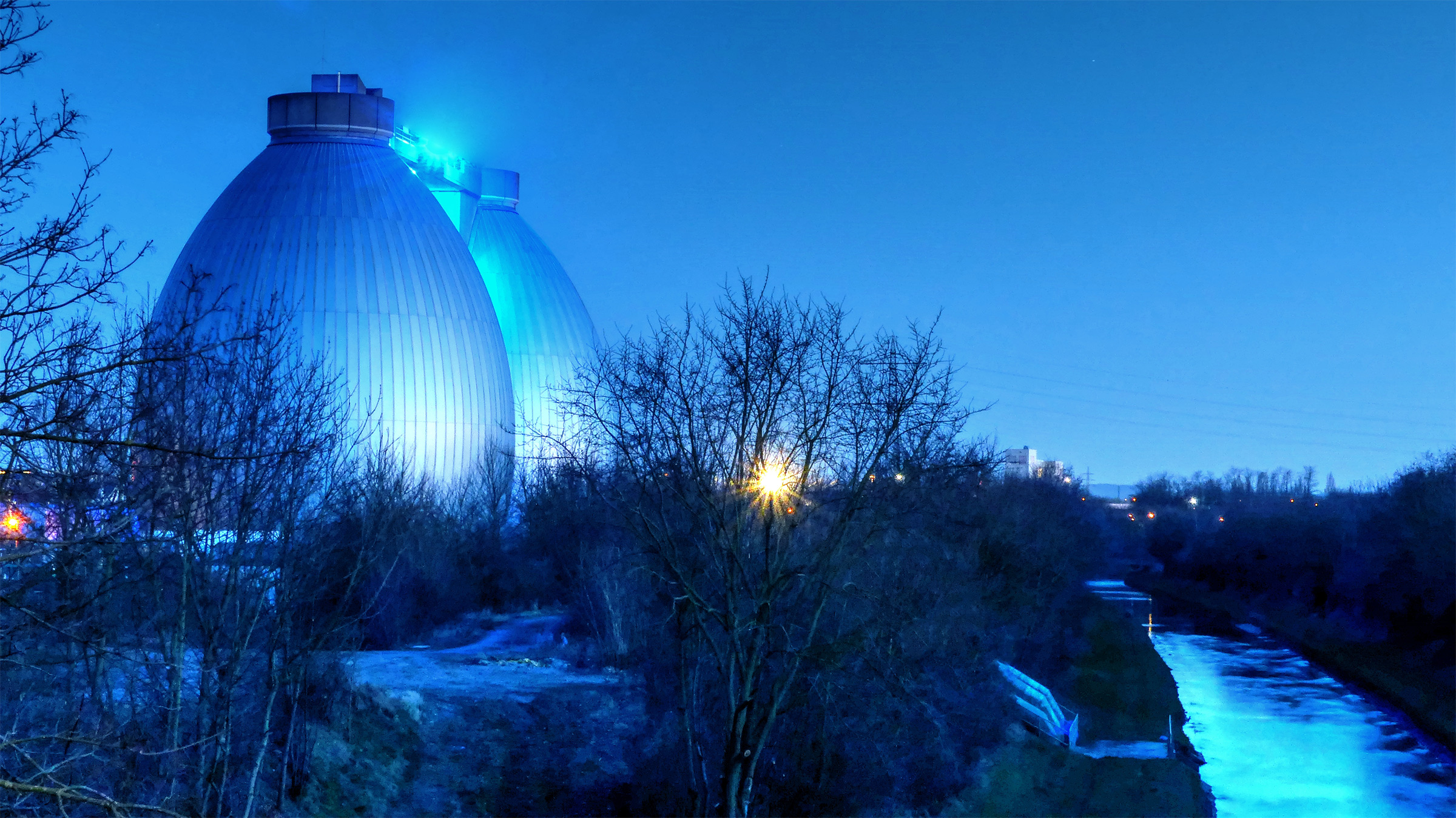
Die Faultürme an der Emscher in Blau

Die Kläranlage Deusen ist Teil der Route der Industriekultur. Die beiden Faultürme werden abends Blau und Grün angestrahlt.